# Площа перспективна на нафту і газ
Площа перспективна на нафту і газ (рос. площадь перспективная на нефть и газ; англ. oil and gas prospect, нім. perspektivische Erdöl- und Erdgasfläche f) — частина перспективної на нафту і газ території, що містить локальний об'єкт (передбачувану пастку або їх асоціацію), на якій можливе здійснення пошукового етапу геолого-розвідувальних робіт. У разі окремої пастки в розрізі осадового чохла розміри визначаються площею цієї пастки, у разі асоціації пасток — горизонтальною проєкцією їх площ, що перекриваються. П.п. вважається підготовленою до пошукового буріння, якщо для неї складені кондиційні карти ізогіпс маркуючих (опорних) горизонтів, карти окр. або комплексних параметрів, що дозволяють прогнозувати просторове положення передбачуваного (прогнозованого) покладу на площі виявленої пастки.